# Метий Фуфеций
Метий Фуфеций (на латински: Mettius Fufetius) е последният крал, диктатор на латинския град Алба Лонга по време на управлението на римския цар Тул Хостилий (673 – 642 пр.н.е.) през средата на 7 век пр.н.е. Става владетел след смъртта на крал Гай Клуилий.
През войната против Рим през 660 пр.н.е. той предлага конфликтът да се реши чрез борбата на римските Хорации-тризнаци против Куриации-тризнаци от Алба Лонга. Понеже Хорациите печелят, Метий Фуфеций се съгласява на военен съюз между неговия град с Рим.
Метий Фуфеций води противоримска политика. Подтиква етруските градове Фидена и Вейи да обявят война на Рим през 665 пр.н.е.. През решителната битка е уж на страната на Рим. Преди да започне битката, за да отслаби римляните, той оттегля войската си от бойното поле.
След края на битката, спечелена от римляните, Тул Хостилий чрез хитрост залавя Метий Фуфеций и го наказва за предателството му чрез разкъсване на парчета от неговите два четиконни впряга.
Вергилий споменава легендата в поемата си Енеида.